# Брикето (Асти)
Брикето је насеље у Италији у округу Асти, региону Пијемонт.
Према процени из 2011. у насељу је живело 28 становника. Насеље се налази на надморској висини од 182 м.